# Бре на Сени
Бре на Сени (фр. Bray-sur-Seine) је насељено место у Француској у региону Париски регион, у департману Сена и Марна.
По подацима из 2011. године у општини је живело 2427 становника, а густина насељености је износила 693,43 становника/km².

## Демографија
| 1962. | 1968. | 1975. | 1982. | 1990. | 2011. |
| ----- | ----- | ----- | ----- | ----- | ----- |
| 1.819 | 1.913 | 2.085 | 2.116 | 2.238 | 2.427 |